# Врангель, Фридрих Генрих Эрнст фон
Граф Фридрих Генрих Эрнст фон Врангель (нем. Friedrich Heinrich Ernst von Wrangel; 13 апреля 1784, Штеттин — 1 ноября 1877, Берлин) — прусский военачальник, генерал-фельдмаршал. Главнокомандующий прусской армией в двух войнах с Данией (1848—1850, 1864).

## Биография

### Молодые годы
Родился в семье помещика-офицера старинного аристократического рода Врангелей.
Зачислен в прусскую армию в возрасте 12 лет в 1796 году. В 1798 году произведён в офицеры, получив чин драгунского лейтенанта.

### Наполеоновские войны
Впервые принял участие в боевых действиях во время русско-прусско-французской войны 1806—1807 годов, сражаясь в составе прусского корпуса совместно с русской армией. В своём первом сражении при Гейсбельрге был тяжело ранен. Затем продолжил службу в прусской армии.
В освободительной войне 1813 года на стороне антифранцузской коалиции прославился как смелый до безрассудства офицер. Отличился в сражениях при Ханау и при Либертволквице, а затем в «Битве народов» при Лейпциге в октябре 1813 года. В кампаниях 1813—1815 годов получил чины майора, оберст-лейтенанта (подполковник) и полковника, награждён высшими орденами Пруссии и сделался известным королю, что сыграло огромную роль в его дальнейшей карьере.

### Служба после 1815 года
С 1821 года командовал 10-й кавалерийской бригадой. В 1823 году произведён в генерал-майоры. Уже в следующем, в 1824 году получил чин генерал-лейтенанта и назначен командиром 13-й пехотной дивизии. В 1837 году подавил народные волнения в Мюнстере. С 1839 года командовал 1-м армейским корпусом в Кёнигсберге, а с 1842 года — командовал 2-м корпусом в своем родном Штеттине.

### Командование в первой войне с Данией
В 1848 году Пруссия решила воспользоваться благоприятной ситуацией: в связанных личной унией с Датским королевством немецких герцогствах Шлезвиг и Гольштейн началось вооружённое восстание и было сформировано независимое от Дании правительство. Оно объявило Дании войну, но после первых побед датская армия нанесла восставшим поражение и вынудила к отступлению. Решив воспользоваться ситуацией, Пруссия создала антидатский немецкий союз. Была сформирована 35-тысячная армия (основу её составили прусский и саксонский воинские контингенты), генерал фон Врангель назначен главнокомандующим. В начале апреля Врангель вторгнулся в герцогства и 23 апреля у города Шлезвиг нанёс поражение датчанам, а затем занял крепость Фредерисия.
Однако вторжение в Данию не состоялось, поскольку Российская империя решительно выступила на стороне Дании и прислала в Копенгаген русскую эскадру. На стороне Дании выступили также Великобритания, Франция, Швеция и Норвегия. В августе 1848 года было подписано перемирие.
В это время произошла Революция 1848—1849 годов в Германии, в Берлине началось народное восстание и разгорелись уличные бои. По приказу короля Врангель с крупными военными силами в конце 1848 года подошёл к Берлину и вынудил восставших сложить оружие.
В кампании 1849 года Врангель попытался переломить ход войны с Данией и в нарушение условий перемирия вновь вторгнулся в Данию. Однако вновь под давлением великих держав Пруссия была вынуждена отступить и вывести свои войска из Дании, Шлезвига и Гольштейна. Вскоре без прусской поддержки армия восставших герцогств капитулировала.

### Высшие почести
Война с Данией доставила Врангелю славу и почести. Он был произведён в генералы от кавалерии и назначен губернатором Берлина. В 1856 году, по случаю 60-летнего юбилея своей службы, Фридрих фон Врангель произведен в генерал-фельдмаршалы Прусского Королевства.
30 сентября 1856 года Император Всероссийский Александр II, известный своими пропрусскими симпатиями, пожаловал генерал-фельдмаршалу фон Врангелю высшую награду империи — Орден Святого апостола Андрея Первозванного, а 12 января 1860 года — бриллиантовые знаки к нему.

### Вторая Датская война
Окончательно решив силой оружия объединить все германские земли, Пруссия начала подготовку к новой войне с Данией за отторжение от неё немецких земель. 16 декабря 1863 года генерал-фельдмаршал Фридрих фон Врангель вторично был назначен командующим прусской армией, на этот раз в союзе с австрийцами. В январе 1864 года объединённая армия перешла в наступление, и к маю нанесла датчанам ряд поражений, оккупировав среднюю часть Ютландского полуострова. После кратковременного перемирия и безуспешных переговоров наступление было возобновлено и в июне вся Ютландия была оккупирована. Герцогства Шлезвиг и Гольштейн были отторгнуты от Дании и впоследствии вошли в состав Королевства Пруссия. В мае 1864 года король Пруссии Вильгельм возвёл генерал-фельдмаршала фон Врангеля в графское достоинство вместе с потомством. Вскоре по возрасту Врангель был отправлен в отставку.

### Последние годы жизни
Жил в Берлине, обладая огромным влиянием и имея славу национального героя. Занимался вопросами реорганизации прусской кавалерии. В австро-прусской войне 1866 года и франко-прусской войне фон Врангель привлекался к консультированию командования и даже выезжал на театры военных действий, несмотря на престарелый возраст. Скончался 1 ноября 1877 года в столице Германской империи Берлине на 94-м году жизни.

## Награды
Королевства Пруссия:
- Орден «Pour le Mérite» (20 июля 1807); дубовые листья к ордену (1848); корона к ордену (1857)[2]
- Железный крест 1-го класса (8 декабря 1813)[3]
- Орден Красного орла 1-го класса (1840)[4]; дубовые листья и бриллианты к ордену (1846); мечи к ордену (1848)[5]
- Орден Чёрного орла с цепью (18 октября 1849); бриллиантовые украшения (17 октября 1861)[6][7]
- Орден Святого Иоанна Иерусалимского, капитан ордена (Ordens-Hauptmann) (1854)[8]
- Орден Красного орла, большой крест с дубовыми листьями и мечами (13 апреля 1865)[5]
- Орден Короны 1-го класса с мечами и эмалированной лентой ордена Красного орла с дубовыми листьями (15 августа 1866)[9]
- Королевский орден Дома Гогенцоллернов, большой командорский крест (1851); звезда к ордену (17 марта 1863); мечи к ордену и звезде (1864); бриллиантовые знаки к кресту и звезде (1871)[10]

Российской империи:
- орден Св. Владимира 3-й ст. (6 марта 1813)[11]
- орден Св. Георгия 4-й ст. (4 января 1814)[12]
- Орден Святой Анны 1-й степени (17 октября 1833)
- орден Белого орла (6 сентября 1843)[13]
- Орден Святого Александра Невского (1852)
- Орден Святого апостола Андрея Первозванного (30 сентября 1856; бриллиантовые знаки к орден — 12.01.1860)

Прочие:
- Королевский венгерский орден Святого Стефана, большой крест (Австрия)
- Австрийский орден Леопольда, большой крест (Австрия)
- Орден Данеброг, большой крест (Дания)
- Орден Вендской короны (Мекленбург-Шверин)
- Орден Серафимов (Швеция, 11 августа 1859)

## Память
- В 1880 году в Берлине был установлен памятник Фридриху фон Врангелю, разрушенный во время боевых действий весной 1945 года.
- В Кёнигсберге (ныне Калининград) его именем назвали улицу и башню. Врангель-штрассе была сильно разрушена во время войны, а после 1945 года её переименовали в улицу Черняховского. «Башня Врангеля» стоит в Калининграде до сих пор.